# Puchar Interkontynentalny w Lekkoatletyce 2018 – bieg na 400 m kobiet
Bieg na 400 metrów kobiet – jedna z konkurencji biegowych rozgrywana w ramach lekkoatletycznyego pucharu interkontynentalnego na Stadionie miejskim w Ostrawie-Witkowicach.

## Terminarz
Źródło: worldathletics.org.
| Data       | Godzina |
| ---------- | ------- |
| 8 września | 15:47   |

## Rekordy
Tabela prezentuje rekord świata, rekord pucharu interkontynentalnego, rekordy kontynentów oraz najlepszy wynik na listach światowych w sezonie 2018 przed rozpoczęciem mistrzostw.
|                                     | Zawodnik            | Wynik | Miejsce   | Data                     |
| ----------------------------------- | ------------------- | ----- | --------- | ------------------------ |
| Rekord świata                       | Marita Koch         | 47,60 | Canberra  | 6 października 1985(dts) |
| Listy światowe                      | Shaunae Miller-Uibo | 48,97 | Monako    | 20 lipca 2018(dts)       |
| Rekord pucharu interkontynentalnego | Marita Koch         | 47,60 | Canberra  | 6 października 1985(dts) |
| Rekord Afryki                       | Falilat Ogunkoya    | 49,10 | Atlanta   | 29 lipca 1996(dts)       |
| Rekord Azji                         | Salwa Eid Naser     | 49,08 | Monaco    | 20 lipca 2018(dts)       |
| Rekord Ameryki Północnej            | Sanya Richards-Ross | 48,70 | Ateny     | 16 września 2006(dts)    |
| Rekord Ameryki Południowej          | Ximena Restrepo     | 49,64 | Barcelona | 5 sierpnia 1992(dts)     |
| Rekord Europy                       | Marita Koch         | 47,60 | Canberra  | 6 października 1985(dts) |
| Rekord Australii i Oceanii          | Cathy Freeman       | 48,63 | Atlanta   | 29 lipca 1996(dts)       |

## Rezultaty
Źródło: worldathletics.org.
| Pozycja | Tor | Zawodniczka             | Drużyna        | Czas  | Punkty | Uwagi |
| ------- | --- | ----------------------- | -------------- | ----- | ------ | ----- |
| 1.      | 4   | Salwa Eid Naser         | Azja i Oceania | 49,32 | 8      |       |
| 2.      | 7   | Caster Semenya          | Afryka         | 49,62 | 7      | NR    |
| 3.      | 2   | Stephenie Ann McPherson | Ameryka        | 50,82 | 6      |       |
| 4.      | 1   | Lisanne de Witte        | Europa         | 51,51 | 5      |       |
| 5.      | 6   | Shakima Wimbley         | Ameryka        | 51,59 | 4      |       |
| 6.      | 5   | Justyna Święty-Ersetic  | Europa         | 51,64 | 3      |       |
| 7.      | 3   | Christine Botlogetswe   | Afryka         | 52,47 | 2      |       |
| 8.      | 8   | Anneliese Rubie         | Azja i Oceania | 52,50 | 1      |       |

## Klasyfikacja drużynowa
Źródło:
| Miejsce | Drużyna        | Punkty indywidualne | Punkty drużynowe |
| ------- | -------------- | ------------------- | ---------------- |
| 1.      | Ameryka        | 10                  | 8                |
| 2.      | Azja i Oceania | 9                   | 5                |
| 2.      | Afryka         | 9                   | 5                |
| 4.      | Europa         | 8                   | 2                |